# Xã Fairfield, Quận Carroll, Missouri
Xã Fairfield (tiếng Anh: Fairfield Township) là một xã thuộc quận Carroll, tiểu bang Missouri, Hoa Kỳ. Năm 2010, dân số của xã này là 155 người.